# Италия на «Детском Евровидении — 2022»
Италия участвовала на «Детском Евровидении — 2022», которое состоялось 11 декабря 2022 года в Ереване, Армения. На конкурсе страну представила Шанель Дилекта с песней «BLA BLA BLA». Она заняла одиннадцатое место, набрав 95 баллов.

## Предыстория
До конкурса 2022 года Италия участвовала на «Детском Евровидении» 7 раз, начиная с дебюта в 2014 году. С момента дебюта на конкурсе, страна не участвовала лишь один раз — в 2020 году, из-за пандемии COVID-19. Италия выигрывала конкурс единожды, в 2014 году, когда страну представил Винченцо Кантьелло с песней «Tu primo grande amore». На конкурсе 2021 года Италию представляла Элизабетта Лизза с песней «Specchio (Mirror on the Wall)». Она заняла 10-е место, набрав 107 баллов.

## До «Детского Евровидения»
28 июня 2022 года итальянский телевещатель RAI подтвердил, что Италия примет участие на «Детском Евровидении — 2022». В тот же день было объявлено, что впервые с 2014 года за участие страны на конкурсе будет отвечать телеканал Rai 1, а не Rai Gulp, как это было в 2014–2021 годах.
3 ноября 2022 года RAI объявил, что внутренним отбором выбрал Шанель Дилекту для участия в конкурсе. Её песня, «BLA BLA BLA», была представлена 10 ноября 2022 года.

## На «Детском Евровидении»

### Трансляция
Финал конкурса транслировал телеканал Rai 1, комментаторами были Марио Акампа, Франческа Фиальдини, Розанна Ваудетти и Джильола Чинкветти. После конкурса было объявлено, что рейтинги шоу в Италии достигли самых больших значений с момента дебюта в 2014 году: 1.523 миллиона зрителей посмотрели прямую трансляцию конкурса с долей 11.7%. Высокие рейтинги конкурса были обусловлены тем, что шоу впервые транслировал телеканал Rai 1, а не Rai Gulp, который транслировал конкурс в 2014–2021 годах.

### Выступление
Порядок выступления стран-участниц «Детского Евровидения — 2022» был определён 5 декабря 2022 года: Италия выступила под пятым номером — после Мальты и перед Францией. Шанель участвовала на репетициях, которые состоялись 7 и 8 декабря 2022 года, за которыми последовало «шоу для жюри», которое состоялось вечером 10 декабря 2022 года. Результаты голосования итальянского жюри объявил Винченцо Кантьелло — победитель «Детского Евровидения — 2014».

### Голосование
На конкурсе была вновь использована та система голосования, которая была введена в 2017 году, где результаты определяются суммой баллов онлайн-голосования (50%) и голосования жюри (50%). В каждой стране-участнице было национальное жюри, состоящее из 5 человек: трое из них — профессионалы музыкальной индустрии, а двое — дети в возрасте от 10 до 15 лет, которые должны были быть гражданами страны, от имени которой они голосовали.
Онлайн-голосование состояло из двух этапов: первый этап онлайн-голосования начался 9 декабря 2022 года, когда на сайте конкурса (junioreurovision.tv) были показаны отрывки репетиций участников, после чего зрители смогли проголосовать за 3 участников. Первый этап онлайн-голосования завершился 11 декабря 2022 года в 15:59 по центральноевропейскому времени. Второй этап онлайн-голосования начался сразу после последнего, шестнадцатого, выступления и длился 15 минут.
По итогам голосования Италия заняла 11-е место, набрав 95 баллов: по итогам голосования жюри Италия заняла двенадцатое место с 42 баллами, а по итогам онлайн-голосования — десятое место с 53 баллами.

| Баллы                                                 | Страна         |
| ----------------------------------------------------- | -------------- |
| 12 баллов                                             | Албания Грузия |
| 10 баллов                                             |                |
| 8 баллов                                              |                |
| 7 баллов                                              |                |
| 6 баллов                                              | Португалия     |
| 5 баллов                                              |                |
| 4 балла                                               | Казахстан      |
| 3 балла                                               | Сербия         |
| 2 балла                                               | Мальта Франция |
| 1 балл                                                | Армения        |
| Италия получила 53 балла по итогам онлайн-голосования |                |

| Баллы     | Страна         |
| --------- | -------------- |
| 12 баллов | Франция        |
| 10 баллов | Грузия         |
| 8 баллов  | Великобритания |
| 7 баллов  | Португалия     |
| 6 баллов  | Ирландия       |
| 5 баллов  | Польша         |
| 4 балла   | Казахстан      |
| 3 балла   | Албания        |
| 2 балла   | Сербия         |
| 1 балл    | Испания        |

### Подробные результаты голосования
| Подробные результаты голосования Италии | Подробные результаты голосования Италии | Подробные результаты голосования Италии | Подробные результаты голосования Италии | Подробные результаты голосования Италии | Подробные результаты голосования Италии | Подробные результаты голосования Италии | Подробные результаты голосования Италии | Подробные результаты голосования Италии | Подробные результаты голосования Италии |
| №                                       | Страна                                  | Судья A                                 | Судья B                                 | Судья C                                 | Судья D                                 | Судья E                                 | Место                                   | Баллы                                   |                                         |
| --------------------------------------- | --------------------------------------- | --------------------------------------- | --------------------------------------- | --------------------------------------- | --------------------------------------- | --------------------------------------- | --------------------------------------- | --------------------------------------- | --------------------------------------- |
| 1                                       | Нидерланды                              | 6                                       | 12                                      | 9                                       | 11                                      | 9                                       | 11                                      |                                         |                                         |
| 2                                       | Польша                                  | 4                                       | 3                                       | 3                                       | 12                                      | 11                                      | 6                                       | 5                                       |                                         |
| 3                                       | Казахстан                               | 13                                      | 10                                      | 10                                      | 2                                       | 3                                       | 7                                       | 4                                       |                                         |
| 4                                       | Мальта                                  | 12                                      | 14                                      | 12                                      | 13                                      | 13                                      | 15                                      |                                         |                                         |
| 5                                       | Италия                                  |                                         |                                         |                                         |                                         |                                         |                                         |                                         |                                         |
| 6                                       | Франция                                 | 2                                       | 1                                       | 1                                       | 8                                       | 2                                       | 1                                       | 12                                      |                                         |
| 7                                       | Албания                                 | 8                                       | 5                                       | 8                                       | 4                                       | 10                                      | 8                                       | 3                                       |                                         |
| 8                                       | Грузия                                  | 1                                       | 2                                       | 2                                       | 6                                       | 8                                       | 2                                       | 10                                      |                                         |
| 9                                       | Ирландия                                | 7                                       | 6                                       | 7                                       | 3                                       | 4                                       | 5                                       | 6                                       |                                         |
| 10                                      | Северная Македония                      | 15                                      | 15                                      | 6                                       | 9                                       | 7                                       | 12                                      |                                         |                                         |
| 11                                      | Испания                                 | 9                                       | 13                                      | 14                                      | 5                                       | 6                                       | 10                                      | 1                                       |                                         |
| 12                                      | Великобритания                          | 3                                       | 4                                       | 4                                       | 7                                       | 5                                       | 3                                       | 8                                       |                                         |
| 13                                      | Португалия                              | 14                                      | 8                                       | 11                                      | 1                                       | 1                                       | 4                                       | 7                                       |                                         |
| 14                                      | Сербия                                  | 5                                       | 7                                       | 5                                       | 15                                      | 12                                      | 9                                       | 2                                       |                                         |
| 15                                      | Армения                                 | 10                                      | 11                                      | 13                                      | 10                                      | 15                                      | 13                                      |                                         |                                         |
| 16                                      | Украина                                 | 11                                      | 9                                       | 15                                      | 14                                      | 14                                      | 14                                      |                                         |                                         |